# かわいい女 (1969年の映画)
『かわいい女』（Marlowe）は、1969年製作のアメリカ映画。アメリカの代表的ハードボイルド小説作家レイモンド・チャンドラーの『かわいい女』（The Little Sister）の映画化作品。ポール・ボガート監督。
ブルース・リーが無名時代に殺し屋・ウィンスロー・ウォン役で2シーンに出演していたことでもファンには有名である。

## キャスト
| 役名                   | 俳優                 | 日本語吹替                               |
| 役名                   | 俳優                 | フジテレビ版                             |
| ---------------------- | -------------------- | ---------------------------------------- |
| フィリップ・マーロウ   | ジェームズ・ガーナー | 中村正                                   |
| メイヴィス・ワルド     | ゲイル・ハニカット   | 池田昌子                                 |
| クリスティ・フレンチ   | キャロル・オコナー   | 富田耕生                                 |
| ドロレス・ゴンザレス   | リタ・モレノ         | 小原乃梨子                               |
| オファーメイ・クエスト | シャロン・ファレル   | 平井道子                                 |
| ウィンスロー・ウォン   | ブルース・リー       | 野島昭生                                 |
| 不明 その他            | N/A                  | 細井重之 北村弘一 辻村真人 緑川稔 徳丸完 |
| 日本語スタッフ         |                      |                                          |
| 演出                   |                      |                                          |
| 翻訳                   |                      |                                          |
| 効果                   |                      |                                          |
| 調整                   |                      |                                          |
| 制作                   |                      |                                          |
| 解説                   | 解説                 | 高島忠夫                                 |
| 初回放送               | 初回放送             | 1974年10月18日 『ゴールデン洋画劇場』    |

### ブルース・リーが出演
本作が時を経て注目される事となったのは、ブルース・リーの出演によってであった。リーは殺し屋・ウィンスロー・ウォン役で2シーンに出演していた（蹴上げで頭上の電灯を割るシーンと、飛び蹴りを外されてビルから落下するシーン）。1974年10月18日、ブルース・リーブームの真っただ中にテレビ放映された。